# 世隆
世隆（844年—877年），一作酋龙，劝丰祐之子，南诏第八代国王，第一代皇帝，859年至877年在位，谥景庄皇帝。

## 生平
859年，劝丰祐去世，其子世隆即位。世隆的名字犯唐朝两代顯赫皇帝的名讳（唐太宗李世民、唐玄宗李隆基），即位之年唐宣宗驾崩，世隆没有遣使吊祭，也没有告其父劝丰祐之丧。唐懿宗便不予册封。世隆遂叛唐，860年，改元建极，改国号为大礼，自称皇帝，以西京阳苴咩城为中都，东京鄯阐府为上都。
860年、863年，南诏两次攻陷交州（今越南河内）。862年，率兵攻蜀，取万寿寺石佛归。863年，攻西川。864年，攻陷安南、邕管。865年，取巂州。866年，安南都护高骈击败南诏军，收复交州。869年，遣使至唐朝释董成之囚，归还成都俘三千人。后因使者被杀，再率兵五万侵巂州，攻青溪关，破犍为，陷嘉州。870年，陷黎州，围雅州，抵达眉州。南诏又大举向成都进攻，并以“木荚书” 威胁改任西川节度使的高骈要“借锦江饮马”，高骈筑成都府砖城，加强防御工事。南诏兵败毗桥、沱江，退回南诏。高骈又在境上驻扎重兵，逼迫南诏修好，几年内蜀地转危为安。873年，再攻西川，陷黎州，攻打雅州、定边军。874年，攻破黎州，入邛崃关，掠夺成都。875年，攻雅州，再被西川节度使高骈击败。876年，遣使向唐朝求和。
南诏王世隆在唐懿宗时，进攻邕州、交趾，唐将高骈选五千军队渡江，在邕州击败南诏军，又攻打南诏龙州屯，迫使南诏烧掉储备逃跑。 高骈率军在交州数次打败南诏军，斩敌将张诠，攻破波风三壁，李溠龙率万人投降；又打败南诏杨缉思，斩酋迁、脆些、诺眉，向唐朝献上三万敌军首级；又打败归附南诏的土蛮，杀死他们的酋长，土蛮帅众归附者一万七千人；高骈打败南诏平定了安南。 唐朝博野将曾元裕打败南诏军，斩二千级。大将宋威又率忠武兵打败南诏军，斩首五千，获马四百尾。南诏撤退驻扎于星宿山,唐朝将领宋威进驻沱江。南诏听说凤翔、山南军将要到来，于是迎战毘桥，南诏没有取胜，到达沱江，被唐朝伏兵攻击，又失败。高骈到达西川，指挥步骑五千追击南诏，至大渡河，杀获甚众，活捉南诏酋长数十人，送至成都，斩之。髙骈派人修复邛崃关、大渡河诸城栅，又筑城于戎州马湖镇，号平夷军，又筑城于沐源川，在南诏进军的要路各置兵数千驻扎，使南诏无计可施，“南诏气夺”。
长期的战争使南诏损失巨大，数次战败使南诏衰落，南诏“屡覆众，国耗虚”。877年，再攻蜀地，败回，世隆在越巂景净寺发疽而亡，其子隆舜即位。897年，南诏汉人权臣清平官鄭買嗣指使杨登杀死南诏王隆舜。902年，鄭買嗣杀死南诏王室亲族800余人，灭亡南诏，建立大长和国。

## 年号
- 建极：860年－877年